# Велингтон (регија)
Велингтон или Greater Wellington (маорски: Te Whanga-nui-a-Tara) је једна од 16 регија у Новом Зеланду.

## Географија
Ова регија се налази у јужном делу Северног острва. Површина јој износи 8,049 km². Суседна регија је Manawatu-Wanganui на северу.

## Административна подела
Средиште и највећи град регије је Велингтон, који је уједно и седиште Регионалног већа.

## Становништво
Према процени броја становништва из 2015. године у регији живи 496,900 становника, док је просечна густина насељености 62 st./km². Регија Велингтон је друга по етничкој различитости одмах иза Окланда. Према попису становништва из 2006. godine, друга је са највећим уделом азијског становништва od 8.4%, (Окланд: 18.9%) и друга са највећим уделом пацифичког становништва 8,0%, (Окланд: 14,4%); 26.1% становништва регије је рођено ван Новог Зеланда (Окланд 40,4%).
Већина становника ове регије живи у четири града која се налазе на југо-западном рубу-Велингтон, Лоуер Хат, Апер Хат и Порируа. Регија Велингтон такође обухвата и Капиати и Ваирарпа.

## Локација
Велингтон се налази у средишту Новог Зеланда због чега је и одређен за главни град 1865. Данас су парламент и Национална библиотека Новог Зеланда /Бихајв зграда националне иконе. Велингтон је око 8 и по сати вожњом од Окланда и око сат времена летом. Јужно острво је три сата панорамске вожње трајектом Куковим мореузом.